# Chambly—Borduas
Pour l’article homonyme, voir Chambly.
Chambly—Borduas est une ancienne circonscription électorale fédérale canadienne située au Québec. Elle est créée en 2003 d'un morcellement de la circonscription de Chambly. Abolie lors du redécoupage de 2012, elle est redistribuée parmi Belœil—Chambly et Montarville.
La circonscription se trouve au sud-est de Montréal dans la région de Montérégie. Elle est constituée de la plus grande partie de la municipalité régionale de comté (MRC) de La Vallée-du-Richelieu ainsi que les villes de Marieville, Richelieu et Saint-Mathias-sur-Richelieu de la MRC de Rouville. Les circonscriptions limitrophes sont Brossard—La Prairie, Saint-Bruno—Saint-Hubert, Verchères—Les Patriotes, Saint-Hyacinthe—Bagot, Shefford et Saint-Jean.
Elle possède une population de 104 995 habitants dont 88 601 électeurs sur une superficie de 481 km2. Le taux de participation de cette région frôle habituellement les 80 %.

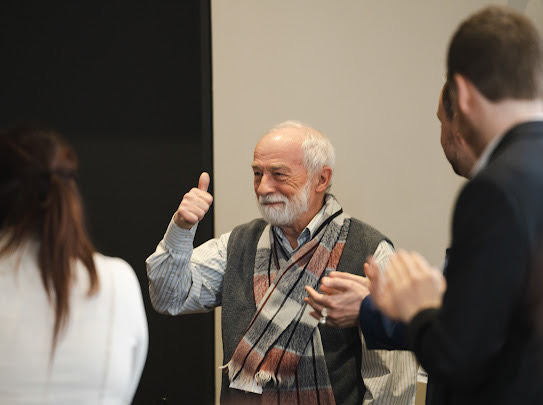
Yves Lessard

## Liste des députés
| Législature                                  | Années    | Député | Député       | Parti politique            |
| -------------------------------------------- | --------- | ------ | ------------ | -------------------------- |
| Chambly—Borduas issue de Chambly             |           |        |              |                            |
| 38e                                          | 2004–2006 |        | Yves Lessard | Bloc québécois             |
| 39e                                          | 2006–2008 |        | Yves Lessard | Bloc québécois             |
| 40e                                          | 2008–2011 |        | Yves Lessard | Bloc québécois             |
| 41e                                          | 2011–2015 |        | Matthew Dubé | Nouveau Parti démocratique |
| Dissoute parmi Belœil—Chambly et Montarville |           |        |              |                            |

## Résultats électoraux
|       | Candidat                | Parti          | # de voix | % des voix |
|       | Nathalie Ferland Drolet | Conservateur   | +05 425,  | 7,83 %     |
|       | Yves Lessard (sortant)  | Bloc québécois | +19 147,  | 27,65 %    |
|       | Bernard DeLorme         | Libéral        | +06 165,  | 8,9 %      |
|       | Matthew Dubé            | NPD            | +29 591,  | 42,74 %    |
|       | Nicholas Lescarbeau     | Vert           | +01 072,  | 1,55 %     |
|       | Jean-François Mercier   | Indépendant    | +07 843,  | 11,33 %    |
| Total | Total                   | Total          | 69 243    | 100 %      |

|       | Candidat               | Parti          | # de voix | % des voix |
|       | Suzanne Chartrand      | Conservateur   | +09 564,  | 15,07 %    |
|       | Yves Lessard (sortant) | Bloc québécois | +31 773,  | 50,08 %    |
|       | Gabriel Arsenault      | Libéral        | +10 649,  | 16,78 %    |
|       | Serge Gélinas          | NPD            | +08 998,  | 14,18 %    |
|       | Olivier Adam           | Vert           | +02 460,  | 3,88 %     |
| Total | Total                  | Total          | 63 444    | 100 %      |